# イリネオス (エルサレム総主教)
イリネオス（ギリシア語: Ειρηναίος、1939年4月17日 - 2023年1月10日）は、正教会の前エルサレム総主教（在位：2001年 - 2005年）である。日本正教会での表記はイリネイ。

## 経歴
出生名はエンマヌイル・スコペリティス（ギリシア語: Εμμανουήλ Σκοπελίτης）。イリネオスはギリシアのサモス島に生まれ、1953年にエルサレムに着任した。イリネオスは長年アテネの聖墳墓教会の総主教代理を務めた。
2001年8月13日、エルサレム総主教として聖墳墓教会の主教に選出された。同年9月15日に総主教として叙聖、第140代の「聖都イエルサリムと全パレスチナ・シリア・ヨルダン川の対岸・ガリラヤのカナと聖なるシオンの総主教」となった。叙聖式にはギリシャ正教会のフリストドゥロス大主教やチェコおよびスロバキア正教会のニコライ府主教も列席した。
2005年、聖墳墓教会がエルサレム旧市街に所有していた土地がイスラエルの開発業者に売却された件が追及され、5月に聖墳墓教会の教会会議で主教位からの追放と他の信者が交流を断つ決定がなされた。6月にエキュメニカル総主教を含む高位聖職者による会議でこの処分が追認され、イリネオスは一修道士の身分におかれることとなった。この時点では、イリネオスは解任を受け入れておらず、ギリシア政府などからも決定を受け入れるように働きかけがあった。BBCは、イリネオスが直接関与した証拠はなく、イリネオスの代理人を称する男性がイリネオスの権限で売却を行ったと伝えている。
正教会の教会法では、総主教の任免は管轄地世俗権力の承認を必要とする。現在のエルサレム総主教区の場合は、イスラエル、ヨルダン、パレスチナ自治政府である。2005年7月13日現在で、ヨルダンとパレスチナ自治政府のみが承認を与えている。イスラエル政府は2005年3月9日付けでエルサレム地裁がイリネオスの選出そのものが違法であったとする判決を下しており、彼の退任そのものについての態度を明確にしていない。
2023年1月10日、死去。83歳没。